# Mężenin (województwo mazowieckie)
Mężenin – wieś sołecka w Polsce położona nad Bugiem w województwie mazowieckim, w powiecie łosickim, w gminie Platerów.

## Historia
Osada powstała na przełomie XIV i XV w. Niegdyś Mężenin był przystanią i punktem przeładunkowym zboża spławianego Bugiem do Gdańska. Wieś była też siedzibą rodu Jundziłłów. W okresie międzywojennym bywali w niej m.in. gen. Michał Karaszewicz-Tokarzewski, Janusz Korczak i Wanda Dynowska. W Mężeninie mieszkał po 1929 kpt. Władysław Łukasiuk ps. "Młot". W latach 1975–1998 miejscowość administracyjnie należała do województwa bialskopodlaskiego. Dziś miejscowość ma charakter osady letniskowej. 

## Dwór Mężenin
Dwór spłonął w 1936 r. i mimo gruntownej odbudowy nie odzyskał dawnego stylu. Zachowały się resztki parku otaczającego dwór, w tym stare, kilkusetletnie dęby (m.in. okazy pomnikowe).  

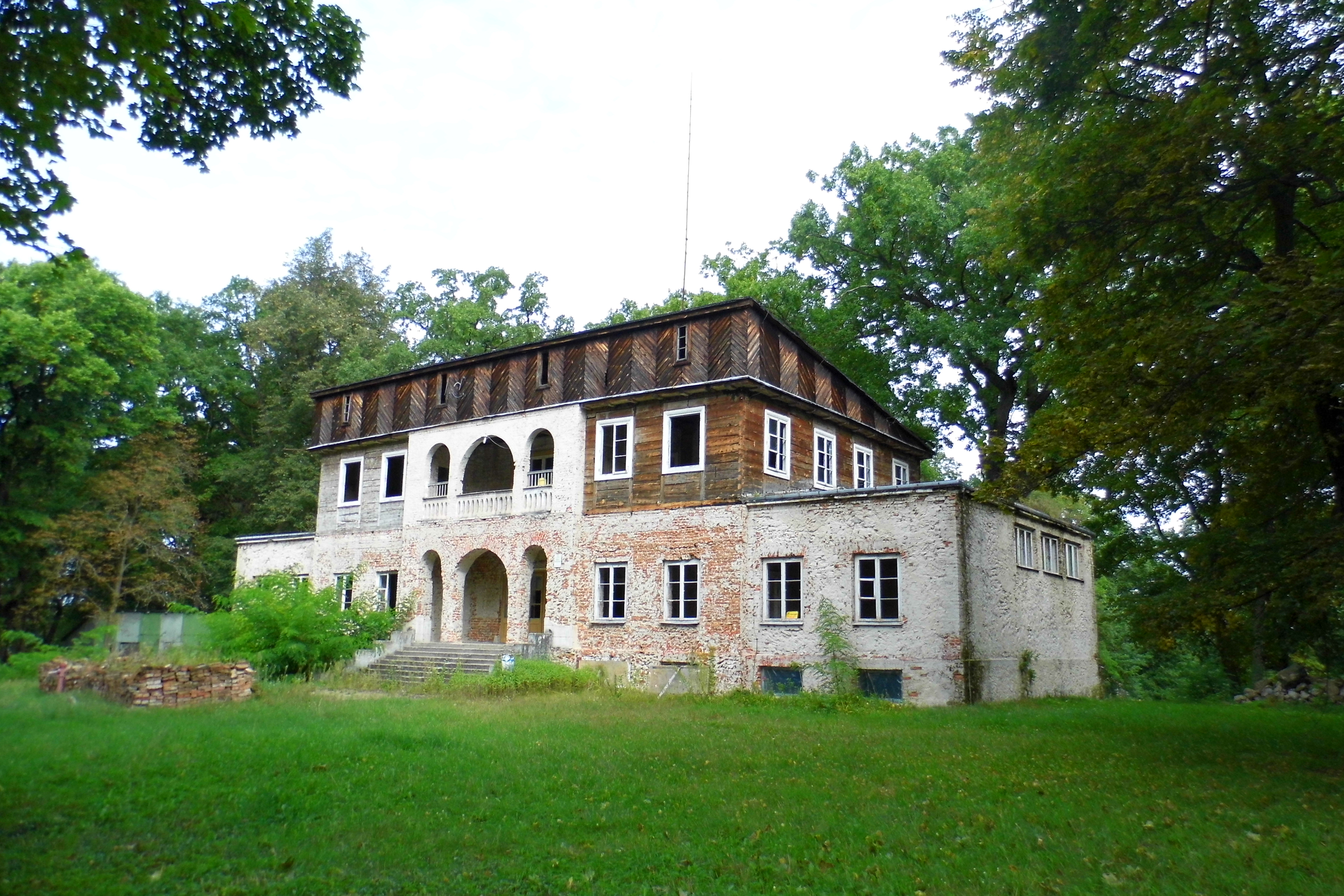
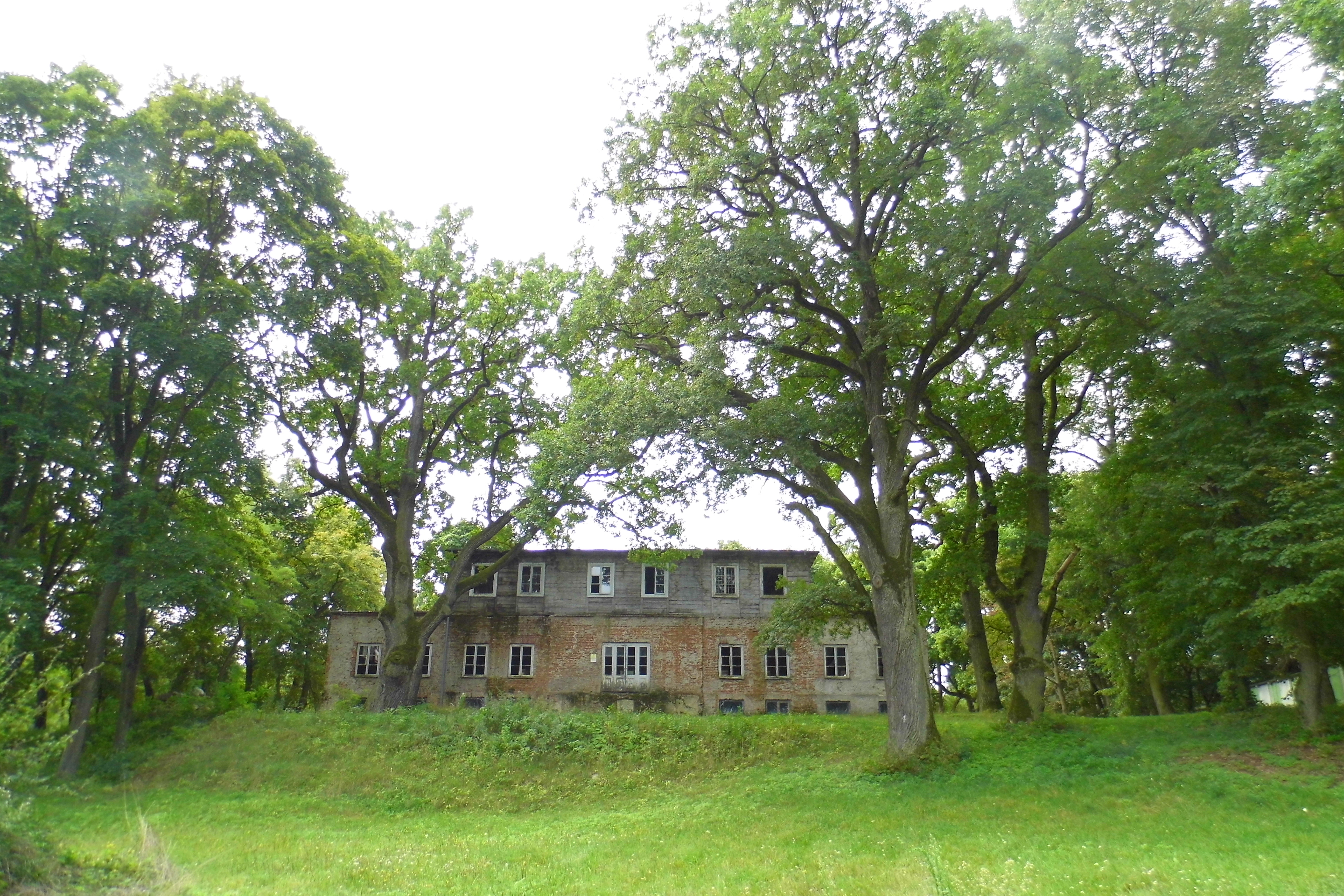
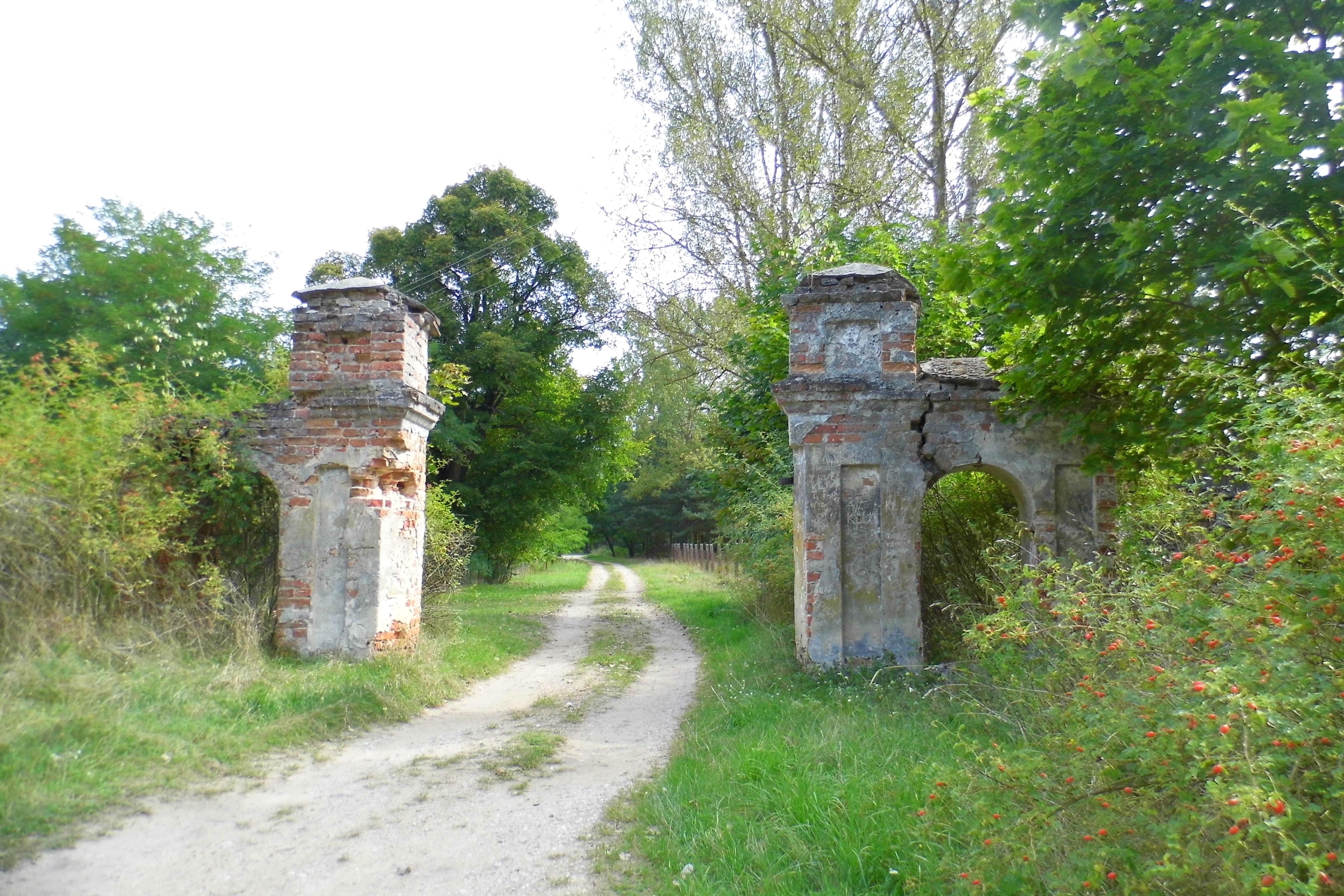

## Osoby związane z Mężeninem
- Florian Krassowski (ur. 1816 w Mężeninie, zm. 1889, Zakrzów k. Kielc) – polski lekarz, publicysta, epidemiolog.